# Paul Bitok
Paul Bitok, né le 26 juin 1970 à Kilibwoni, est un athlète kenyan, pratiquant le 5 000 mètres.

## Biographie
Comme de nombreux coureurs, il arrive presque inconnu sur les pistes européennes. Ces premiers pas lors du Bislett Games où il rencontre une grande concurrence le placent d'emblée parmi l'un des favoris au titre olympique lors des Jeux olympiques de 1992 à Barcelone. Il échoue en finale face au coureur allemand Dieter Baumann lors du 5 000 mètres. Il termine la saison par une victoire lors du Weltklasse Zürich.
Durant les quatre années de l'olympiade suivante, il ne renouvelle pas ces performances mais revient à son meilleur niveau pour les Jeux olympiques de 1996 à Atlanta où il remporte sa seconde médaille d'argent olympique.
Il remporte par la suite deux nouvelles médailles d'argent, lors des mondiaux en salle de 1997 et 1999 sur 3 000 mètres. Il remporte également un titre lors des Championnats d'Afrique 2002 à Radès.

## Palmarès

### Jeux olympiques d'été
- Jeux olympiques d'été de 1996 à Atlanta ( États-Unis)
  -  Médaille d'argent sur 5 000 m
- Jeux olympiques d'été de 1992 à Barcelone ( Espagne)
  -  Médaille d'argent sur 5 000 m

### Championnats du monde d'athlétisme
- Championnats du monde d'athlétisme de 1993 à Stuttgart ( Allemagne)
  - 8e sur 5 000 m

### Championnats du monde d'athlétisme en salle
- Championnats du monde 1999 à Maebashi ( Japon)
  -  Médaille d'argent sur 3 000 m
- Championnats du monde 1997 à Paris ( France)
  -  Médaille d'argent sur 3 000 m

### Championnats d'Afrique d'athlétisme
- Championnats d'Afrique 2002 à Tunis/Radès, ( Tunisie)
  -  Médaille d'or sur 5 000 m